# Alala (gudinna)

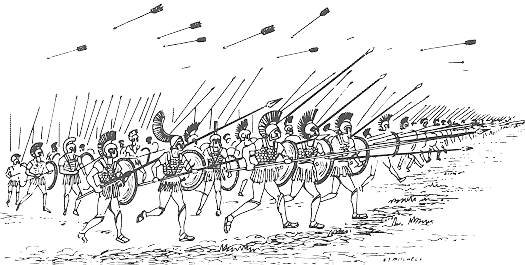
Grekiska soldater skrek Alalas namn för att sprida skräck hos fienden.

Alala (Ἀλαλά, översättning: stridsrop eller krigsrop) var en grekisk gudinna som personifierade stridsrop i grekisk mytologi. Hon var dotter till Polemos som i sin tur var krig personifierat. Grekiska soldater skrek hennes namn i samband med slag som en slags psykologisk krigföring för att skapa panik i fiendens led. Enligt vissa källor använde atenarna likaså strategin men härmade uggleljud som representerade deras främsta gudom Atena som också var en krigets gudinna.   